# بزرگراه ۲ آسیا
بزرگراه ۲ آسیا (به انگلیسی: AH2)، بزرگراهی است که از دنپاسار در جزیره جاوه اندونزی شروع شده و پس از گذشتن از سنگاپور، مالزی، تایلند، میانمار، بنگلادش، هند، نپال و پاکستان، از مرز میرجاوه وارد ایران شده و در مرز خسروی در غرب ایران خاتمه پیدا می‌کند. طول این بزرگراه ۱۳۱۷۷ کیلومتر است.
این بزرگراه بخشی از شبکه بزرگراه‌های آسیایی AH است که توسط 32 کشور برای عبور از قاره آسیا و رسیدن به اروپا امضا شده است.

## اهمیت استراتژیک
این بزرگراه آسیایی از مسیرهایی با اهمیت بین‌المللی در داخل آسیا و از داخل کشورهای عضو عبور می‌کند، بطوری‌که دسترسی به محل‌های مهم و استراتژیک اقتصادی را بین اعضا فراهم میسازد. محل‌های استراتژیک اقتصادی مانند مراکز اصلی کشاورزی و صنعتی، بنادر اصلی دریایی و رودخانه‌ای وفرودگاه‌های اصلی و همچنین جاذبه‌های جهانگردی.

## استانداردهای طراحی و طبقه بندی
استانداردهای طراحی بزرگراه آسیایی، حداقل معیارها و دستورالعمل‌های ساخت، بهبود و نگه‌داری مسیرهای مختلف بزرگراه را ارائه می‌دهد. بدین معنا که کلیه اعضا باید تلاش کنند در کشور خودشان استاندارد و ارتقاء سطح و نوسازی مسیرهای جدید رعایت گردد.